# Gone With the Sin
"Gone With the Sin" je pjesma finskog sastava HIM. Objavljena je 21. listopada 2000. godine kao četvrti singl s albuma Razorblade Romance, gdje je peta pjesma po redu. Pjesmu je napisao Ville Valo, a producirao ju je John Fryer. Pjesma se plasirala u Finskoj na broju 1 i u Njemačkoj na broju 19.

## Popis pjesama
Finski CD singl
1. "Gone With the Sin" (radio verzija) – 3:51
2. "Gone With the Sin" (O.D. version) – 4:58
3. "For You" (akustična verzija) – 4:08
4. "Gone With the Sin" (albumska verzija) – 4:22

Njemački CD singl
1. "Gone With the Sin" (radio verzija) – 3:51
2. "Gone With the Sin" (O.D. verzija)* – 4:58
3. "For You" (akustična verzija)* – 4:08
4. "Bury Me Deep Inside Your Heart" (verzija uživo)* – 4:13
5. "Gone With the Sin" (albumska verzija)* – 4:22

* samo na limitiranom izdanju
Finsko digitalno izdanje
1. "Gone With the Sin" (radio verzija) – 3:51

## Ljestvice
| Ljestvica (2000.) | Najviša pozicija |
| ----------------- | ---------------- |
| Finska            | 1                |
| Njemačka          | 19               |
| Švicarska         | 89               |